# Lautaro Formica
Lautaro Roque Formica (Rosario, 27 gennaio 1986) è un ex calciatore argentino, di ruolo difensore.

## Biografia
È il fratello maggiore di Mauro, anch'egli calciatore professionista.
A fine aprile 2012 ha rimediato la rottura delle vertebre cervicali A1 e A2 in un grave incidente.

## Carriera

### Club
Formica cominciò la carriera con la maglia del Newell's Old Boys. Giocò poi al San Lorenzo, prima di accordarsi con il Godoy Cruz. Esordì con questa maglia il 30 agosto 2008, nella sconfitta casalinga per 1-3 contro il Vélez Sarsfield. Nel 2010 si accordò con lo Huracán, debuttando il 7 agosto 2010: fu titolare nella vittoria per 1-2 sul campo dell'Argentinos Juniors.
Nel 2011, lasciò l'Argentina per giocare nei paraguaiani del Cerro Porteño. Il primo incontro in squadra fu datato 3 aprile, nella sconfitta per 1-0 contro il Guaraní. In estate, firmò per i greci dell'Asteras Tripolīs.

### Nazionale
Formica partecipò al campionato sudamericano Under-20 2005 e al Mondiale Under-20 dello stesso anno, vincendo quest'ultimo.

## Palmarès

### Nazionale
- Campionato mondiale Under-20: 1

Olanda 2005